# Proxhyle comoreana
Proxhyle comoreana là một loài bướm đêm thuộc phân họ Arctiinae, họ Erebidae.